# 千葉高胤
千葉 高胤（ちば たかたね、生没年不詳）は、鎌倉時代末期から南北朝時代初頭にかけての武将。千葉氏の一門・千田氏の第4代当主。

## 人物
史料が少ないため、詳細については分かっていない人物であるが、『雲海山岩蔵寺浄土院無縁如法経過去帳』によれば、｢当郡代々地頭｣として、｢常胤 胤政 成胤 胤綱 時胤 泰胤 頼胤 宗胤 明恵後室尼 胤貞 高胤 胤平 直胤 胤直 □継 胤泰 胤基」と歴代の記載があり、胤貞と胤平の間に「高胤」の名が記載されていることから、千葉胤貞の長男で千葉胤平の兄に比定される（系図類でもそうなっているものが多い）。また、『中山法華経寺文書』の中に「平高胤」と明確に氏名が書かれ、その高胤が「肥前国小城郡東方内高胤手取内田地伍町」を「中山殿」なる人物に寄進している旨の文書が残っていることから、実在の人物であったことは確かである。
諱の「高」の字は、北条氏得宗家当主・鎌倉幕府第14代執権・北条高時より偏諱を受けて名乗ったものとみられ。、少なくとも高時が執権職にあった正和5年（1316年）から正中3年/嘉暦元年（1326年）の間は生きていたと考えられる。『雲海山岩蔵寺浄土院無縁如法経過去帳』に誤りがない限り、地頭として小城郡を領していたことは確かであるが、建武元年12月1日（1334年12月27日）に、千葉胤平が父・胤貞より肥前国小城郡と千田荘および八幡荘の総領職を継いでいることが史料で確認できるため、この年までには亡くなっており、死後は一旦父が再度家督および小城郡を継承してからそのまま弟の胤平へ継承されていったものとみられる。
尚、息子に胤親（たねちか、長男）、胤雅（たねまさ、次男）がいたとされ、胤親が原氏、胤雅が高城氏の祖になったとされている。

平高胤寄進状（『中山法華経寺文書』（＊『千葉県史料』に収録））
```
肥前国小城郡東方内
高胤
手取内田地伍町在地令進之候、恐々謹言
　　八月十三日
[
注釈 6
]
　　　　　　　　　
平
[
注釈 3
]
高胤
上（花押）
　　　進上　中山殿
[
注釈 4
]
```